# Aldeyjarfoss
Der Aldeyjarfoss ist ein Wasserfall im isländischen Hochland. Er liegt am nördlichen Ende der Sprengisandsleið .
Der Wasserfall erweist sich als sehr reizvoll wegen des Kontrastes zwischen den ihn umrahmenden schwarzen Basaltsäulen und dem schäumenden weißen Wasser. Insofern erinnert er an den viel kleineren Svartifoss im Skaftafell-Nationalpark.
Der Fluss Skjálfandafljót stürzt hier etwa 20 m in die Tiefe. Der Basalt gehört zu einem Lavafeld namens Frambruni, das hier im südlichen Teil Suðurárhraun genannt wird. Ein Pseudokrater wurde ebenfalls von dem Fluss angeschnitten.
Flussabwärts folgt ein weiterer großer Wasserfall, der Goðafoss.